# Nikolai Adrianowitsch Anitschkow

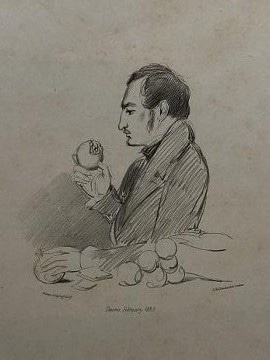
Porträt von N.A. Anichkova, 1839

Nikolai Adrianowitsch Anitschkow (russisch Николай Адрианович Аничков; * 3. Julijul. / 15. Juli 1809greg.; † 3. Märzjul. / 15. März 1892greg.) war ein russischer Diplomat.

## Leben
Anitschkow gehörte zu einer Moskauer Adelsfamilie, deren Vorfahr aus der Goldenen Horde Berke Khans stammte und in der ersten Hälfte des 14. Jahrhunderts zu Iwan Kalita überging, um mit dem Namen Anika getauft zu werden. Anitschkows Vater war der Staatsrat (5. Rangklasse) Adrian Fjodorowitsch Anitschkow (1759–1831). Anitschkow schloss 1827 einen Kurs an der Kaiserlichen Universität Moskau ab und arbeitete dann bei den Wahlen des Moskauer Adels.
1828 trat Anitschkow in den Dienst des Departements für Außenhandel des Finanzministeriums, um bald in das Departement für die Landgüter der kaiserlichen Familie zu wechseln. 1832 wurde er zum Beamten für besondere Aufträge beim Marine-Departement ernannt.
Nach kurzem Ruhestand trat Anitschkow 1834 in den Dienst des Asien-Departements des Ministeriums für auswärtige Angelegenheiten des Russischen Kaiserreichs. 1838 wurde er als Generalkonsul ins persische Täbris geschickt. 1852 wurde er zum Wirklichen Staatsrat (4. Rangklasse) befördert.
Ab 1854 leitete Anitschkow die russische Gesandtschaft in Teheran, der Hauptstadt Irans, als Nachfolger Dmitri Dolgorukows. Während des Krimkriegs (1853–1856) konnte Anitschkow die britischen Bemühungen zur Gewinnung Schah Nāser ad-Din Schāhs für die Allianz gegen Russland vereiteln. Der Schah blieb neutral und hielt verschiedene kleinere Stämme von feindlichen Aktionen gegen Russland ab. So konnte sich die Kaiserlich Russische Armee auf den Kampf gegen die osmanischen Truppen konzentrieren und erfolgreich Kars belagern. 1858 wurde Anitschkow zum Sondergesandten und bevollmächtigten Minister am Hof des persischen Schahs ernannt. 1861 erhielt Anitschkow die Ernennung zum Geheimen Rat (3. Rangklasse). 1863 ging er aus Gesundheitsgründen in den Ruhestand. Sein Nachfolger in Teheran war Nikolai de Giers.
Anitschkow heiratete 1864 Marija Bogdanowna, die Mitglied der Gesellschaft für Fürsorge aus der Haft entlassener Minderjähriger und der Gesellschaft  für Nüchternheit war und mit der er die Tochter Olga Nikolajewna bekam (* 1870).